# Pańki (gmina Juchnowiec Kościelny)
Pańki – wieś w Polsce położona w województwie podlaskim, w powiecie białostockim, w gminie Juchnowiec Kościelny.
W 1921 roku wieś liczyła 15 domów i 81 mieszkańców, w tym 56 prawosławnych i 25 katolików. W okresie międzywojennym miejscowość znajdowała się w gminie Zawyki.
W latach 1975–1998 miejscowość należała administracyjnie do województwa białostockiego.
Prawosławni mieszkańcy wsi przynależą do parafii pw. Podwyższenia Krzyża Pańskiego w pobliskich Kożanach, a wierni kościoła rzymskokatolickiego należą do parafii Niepokalanego Poczęcia Najświętszej Maryi Panny w Tryczówce.